# Saint-Ovin
Saint-Ovin är en kommun i departementet Manche i regionen Normandie i norra Frankrike. Kommunen är chef-lieu över kantonerna Ducey & Avranches som tillhör arrondissementet Avranches. År 2022 hade Saint-Ovin 763 invånare.

## Befolkningsutveckling
Antalet invånare i kommunen Saint-Ovin
| Referens: INSEE |